# 平井佑季
平井 佑季（ひらい ゆき、1993年2月6日 - ）は日本で活動するミュージカル俳優および元バレエダンサーである。山口県出身。劇団四季所属。

## 来歴
宮崎裕美バレエスタジオでバレエを始めバレエダンサーとして活動し、山口県立高森高等学校卒業後の2011年に劇団四季研究所へ入所した。同年7月12日に上演されたアンデルセン東京公演アンサンブル役で初舞台出演を果たした。

## 主な出演作品
- アンデルセン（アンサンブル）
- オペラ座の怪人（アンサンブル）
- ライオン・キング（アンサンブル）
- パリのアメリカ人（アンサンブル）
- キャッツ（カッサンドラ、ジェミマ）
- エルコスの祈り（アミー）